# Krajský přebor – Ústí nad Labem 1952
Krajský přebor – Ústí nad Labem 1952 byla  jednou z 20 skupin 2. nejvyšší fotbalové soutěže v Československu. V soutěži se utkalo 12 týmů každý s každým dvoukolovým systémem jaro-podzim. 

## Konečná tabulka
| Poř. | Tým                     | Z   | V  | R | P  | VG  | OG | B  |
| ---- | ----------------------- | --- | -- | - | -- | --- | -- | -- |
| 1.   | SKP Roudnice nad Labem  | 22  | 17 | 4 | 1  | 100 | 31 | 38 |
| 2.   | ZSJ Kovostroj Děčín     | 22  | 15 | 6 | 1  | 68  | 22 | 36 |
| 3.   | ZSJ Somet Teplice       | 22  | 11 | 6 | 5  | 51  | 38 | 28 |
| 4.   | ZSJ Uhlomost Most       | 22  | 10 | 3 | 9  | 51  | 31 | 23 |
| 5.   | ZSJ Elektrárna Ervěnice | 228 | 10 | 3 | 9  | 40  | 40 | 23 |
| 6.   | ZSJ TDV Duchcov         | 22  | 9  | 4 | 9  | 55  | 65 | 22 |
| 7.   | ZSJ Hnědodoly Kopisty   | 22  | 9  | 2 | 11 | 47  | 64 | 20 |
| 8.   | ZSJ Spoza Bílina        | 22  | 7  | 5 | 10 | 46  | 62 | 19 |
| 9.   | ZSJ MKP Žatec           | 22  | 6  | 5 | 11 | 40  | 56 | 17 |
| 10.  | ZSJ Železničáři Louny   | 22  | 4  | 6 | 12 | 36  | 72 | 14 |
| 11.  | ZSJ SZ Litvínov         | 22  | 3  | 7 | 12 | 33  | 56 | 13 |
| 12.  | ZSJ Sklárny Řetenice    | 22  | 3  | 5 | 14 | 31  | 58 | 11 |

Poznámky:
- Z = Odehrané zápasy; V = Vítězství; R = Remízy; P = Prohry; VG = Vstřelené góly; OG = Obdržené góly; B = Body;